# دیگو ماتیاس رودریگز
دیگو ماتیاس رودریگز (انگلیسی: Diego Matías Rodríguez؛ زادهٔ ۲۵ ژوئن ۱۹۸۹) بازیکن فوتبال اهل آرژانتین است.
از باشگاه‌هایی که در آن بازی کرده‌است می‌توان به باشگاه اتلتیکو ایندپندینته اشاره کرد.
وی همچنین در تیم ملی فوتبال زیر ۲۰ سال آرژانتین بازی کرده‌است.